# Biastes
Biastes is een geslacht van vliesvleugeligen uit de familie van de Apidae (bijen en hommels). Het geslacht werd voor het eerst wetenschappelijk beschreven door Georg Wolfgang Franz Panzer in 1806.

## Soorten
Het genus bevat de volgende soorten:

- Biastes brevicornis (Panzer, 1798)
- Biastes emarginatus (Schenck, 1853)
- Biastes popovi Proshchalykin & Lelej, 2004
- Biastes schmidti Heinrich, 1977
- Biastes truncatus (Nylander, 1848)